# Al Hijarah (misil)
El misil al-Hijarah fue un misil balístico de corto alcance iraquí de propulsión líquida, derivado del misil Scud y considerado una mejora del misil al Hussein equipado con ojivas químicas. Fue desarrollado en 1990 y se utilizó por primera vez en la Guerra del Golfo de 1991, donde el misil al-Hijarah liberó nubes de gas venenoso y mató a personal en tierra, además de incendiar pozos petroleros. Se confirmó que un misil al-Hijarah fue disparado contra Israel durante la Guerra del Golfo, donde uno aterrizó cerca de Dimona y se reveló que el misil tenía una ojiva rellena de cemento.